# Rhagodes leucopygus
Espèce
Rhagodes leucopygus est une espèce de solifuges de la famille des Rhagodidae.

## Distribution
Cette espèce est endémique d'Iran.

## Description
Rhagodes leucopygus mesure de 20 à 32 mm.

## Publication originale
- Birula, 1905 : Bemerkungen über die Ordnung der  Solifugen. I-V. Annuaire  du  Musée Zoologique de l’Académie Impériale des Sciences de St.-Pétersbourg, vol. 9, p. 391–416.